# Nébulo

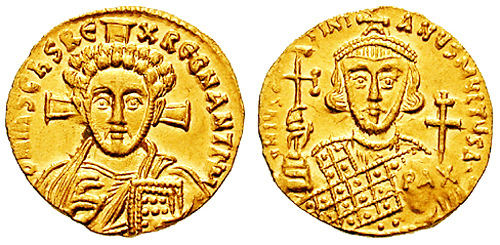
Soldo de (r. 685-695; 705-711)

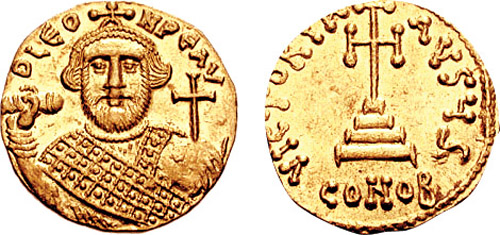
Soldo do general Leôncio r. quando imperador

Nébulo (em grego: Νέβουλος; romaniz.: Néboulos) foi um comandante militar eslavo meridional ou búlgaro em serviço ao imperador bizantino Justiniano II (r. 685-695; 705-711), que desertou com muitos de seus homens para os árabes durante a crucial batalha de Sebastópolis.

## Biografia
Em 688/689, Justiniano forçosamente transplantou populações eslavas dos Bálcãs e assentou-as no despovoado Tema Opsiciano. De lá, recrutou corpos militares especiais, alegadamente 30 000 homens, chamados "as pessoas escolhidas" (em grego: λαός περιούσιος). Cerca de 690, já mantendo o posto de escrivão e possivelmente servindo na guarda imperial, foi nomeado líder deles (arconte). A própria origem de Nébulo é disputada entre estudiosos, com alguns sugerindo origem búlgara e outros eslava meridional. Segundo o relato do patriarca Nicéforo I (806–815), foi escolhido entre a nobreza dos eslavos assentados.
Em 692/693, após o treinamento dos corpos ter sido concluído, foram empregados em massa por Justiniano numa grande campanha contra os omíadas sob o estratego do Tema Anatólico, Leôncio. Os bizantinos lutaram com os árabes na batalha de Sebastópolis e inicialmente tiveram vantagem com Nébulo, porém, a maior parte dos homens (ca. 20 000), desertaram as linhas bizantinas para os árabes, alegadamente subornados pelo comandando árabe Maomé ibne Maruane. Algumas fontes, com provável grande exagero, relatam como Justiniano tomou sua vingança com os eslavos remanescentes: ele debandou os corpos, e matou ou vendeu como escravos muitos dos seus homens, bem como as famílias dos desertores. Nébulo e seus homens, por outro lado, foram assentados pelos omíadas na Síria, e foram empregados nos saques árabes subsequentes na Anatólia bizantina.